# Clathria minuta
Clathria minuta är en svampdjursart som först beskrevs av van Soest 1984.  Clathria minuta ingår i släktet Clathria och familjen Microcionidae. Inga underarter finns listade i Catalogue of Life.